# Gavin McCann
Gavin Peter McCann (Blackpool, Inglaterra, 10 de enero de 1978) es un exfutbolista y entrenador inglés. Se desempeñó como mediocentro y se retiró en el 2010 en el equipo Bolton Wanderers de Inglaterra. Actualmente es entrenador del Hyde United Football Club de la Northern Premier League.
En su llegada al Hyde United en el 2022, ayudó a salvar el equipo del descenso.

## Selección nacional
Jugó un partido con la selección de fútbol de Inglaterra ante España en 2001, que su selección ganó 3-0.

## Clubes
| Club             | País       | Año       |
| ---------------- | ---------- | --------- |
| Everton          | Inglaterra | 1995-1998 |
| Sunderland       | Inglaterra | 1998-2003 |
| Aston Villa      | Inglaterra | 2003-2007 |
| Bolton Wanderers | Inglaterra | 2007-2010 |